# اضمحلال الدولة
اضمحلال الدولة هو مفهوم ماركسي، صاغه فريدريك إنجلز، يشير إلى فكرة أنه مع تحقيق المثل العليا للاشتراكية، فإن المؤسسة الاجتماعية التي هي الدولة سيعفو عليها الزمن في نهاية المطاف وستختفي، سيكون المجتمع قادرا على حكم نفسه بنفسه دون الحاجة للدولة ومنظومة إنفاذها القسرية للقانون.

## أصل العبارة
صاغ العبارة انجلز في الفصل الثاني من الجزء الثالث من ضد دوهرنغ:
| « | تدخل سلطة الدولة في العلاقات الاجتماعية يغدو آنذاك نافلا في ميدان إثر آخر ويتلاشى من تلقاء نفسه. وبدلا من إدارة الأشخاص تحل إدارة الأشياء والإشراف على العمليات الإنتاجية. والدولة لا «تلغى» بل تضمحل. | » |

اقتباس آخر ذي صلة يأتي من أصل العائلة والملكية الخاصة والدولة:
| « | المجتمع الذي ينظم الإنتاج تنظيما جديدا على أساس اتحاد المنتجين بحرية وعلى قدم المساواة، سيرسل آلة الدولة بأكملها حيث ينبغي أن تكون حينذاك: إلى متحف العاديات بجانب المغزل البدائي و الفأس البرونزية. | » |

## التفسيرات
على الرغم من أن إنجلز كان أول من تحدث عن فكرة اضمحلال الدولة، فإنه عزا المفهوم  لكارل ماركس. بعض المنظرين الماركسيين الآخرين، بمن فيهم فلاديمير لينين، سيوسعون النقاش لاحقا. وفقا لهذا المفهوم لاضمحلال الدولة، فإن المجتمع الشيوعي في نهاية المطاف لن يعد بحاجة إلى إكراه أفراده على التصرف بطريقة تفيد المجتمع. ومثل هذا المجتمع سيكون بعد فترة مؤقتة من ديكتاتورية البروليتاريا.
إن اضمحلال الدولة تتمة لمفهوم تحول الدولة في المرحلة السابقة من المجتمع التي تدعى الاشتراكية. يقول إنجلز، على غرار الحجج التي قدمها هنري دي سان سيمون من قبله، أنه في المجتمع الاشتراكي، ستهتم المنظمات الاجتماعية العامة في المقام الأول بالمسائل الفنية مثل التخصيص الأمثل للموارد وتصميم الإنتاج بدلا من صياغة القوانين وإنفاذها، وبالتالي فإن وظائف الدولة التقليدية ستصبح تدريجيا غير ذات صلة وغير ضرورية لعمل المجتمع. وقال إنجلز إن الدولة تحول نفسها من «حكومة الشعب، ولكن إدارة الأمور»، وبالتالي لن تكون دولة بالمعنى التقليدي للمصطلح.
يعتمد هذا التصور على رؤية ماركس للقوة القسرية كأداة بيد الذين يملكون وسائل الإنتاج، أي بعض الطبقات الاجتماعية المحددة (البرجوازية) والدولة الرأسمالية. في المجتمع الشيوعي، سوف تختفي الطبقات الاجتماعية، ولن يكون لوسائل الإنتاج مالك وحيد؛ وبالتالي، فإن هذا المجتمع من دون دولة لن يعود بحاجة إلى القانون، وسيتطور المجتمع الشيوعي عديم الدولة.
إن مفهوم اضمحلال الدولة يميز بين الماركسية التقليدية واشتراكية الدولة (التي قبلت الإبقاء على مؤسسة الدولة) وبين اللاسلطوية المعادية للدولة (التي طالبت بإلغاء الدولة فورا، دون الحاجة إلى أي مؤسسة  دولة «مؤقتة» بعد الثورة).
في الماركسية السوفييتية للاتحاد السوفييتي، أيد لينين فكرة «اضمحلال الدولة» كما في كتابه الدولة والثورة (1917). وذكرت حكومة جوزيف ستالين المفهوم في بعض الأحيان، لكنها لم تعتقد أن العالم قد وصل إلى مرحلة متقدمة من التطور يمكن فيها للدولة أن تضمحل. آمن ستالين بوجود حاجة على المدى القصير لبناء دولة قوية يتحكم بها الحزب الشيوعي من أجل حاجات الدفاع ضد الأعداء الخارجيين. وهكذا، فإن الاتحاد السوفيتي في عهد ستالين همّش فكرة اضمحلال الدولة.

## راجع أيضا
- من كل حسب قدرته إلى كل حسب حاجته
- اقتصاد ما بعد الندرة
- دولة فاشلة
- تجويع الوحش